# Guizygiella indica
Guizygiella indica is een spinnensoort uit de familie van de wielwebspinnen (Araneidae).
De wetenschappelijke naam van de soort werd in 1980 als Zygiella indica gepubliceerd door Benoy Krishna Tikader en A. Bal.